# Amt Bützow-Land
Amt Bützow-Land – niemiecki urząd leżący w kraju związkowym Meklemburgia-Pomorze Przednie, w powiecie Rostock. Siedziba urzędu znajduje się w mieście Bützow.
W skład urzędu wchodzi dwanaście gmin:
1. Baumgarten
2. Bernitt
3. Bützow
4. Dreetz
5. Jürgenshagen
6. Klein Belitz
7. Penzin
8. Rühn
9. Steinhagen
10. Tarnow
11. Warnow
12. Zepelin